# Ferrovipathe
Pour l'œuvre Trainspotting, voir les pages consacrées au roman et au film.
Trainspotter renvoie ici, pour le groupe de musique voir Trainspotters

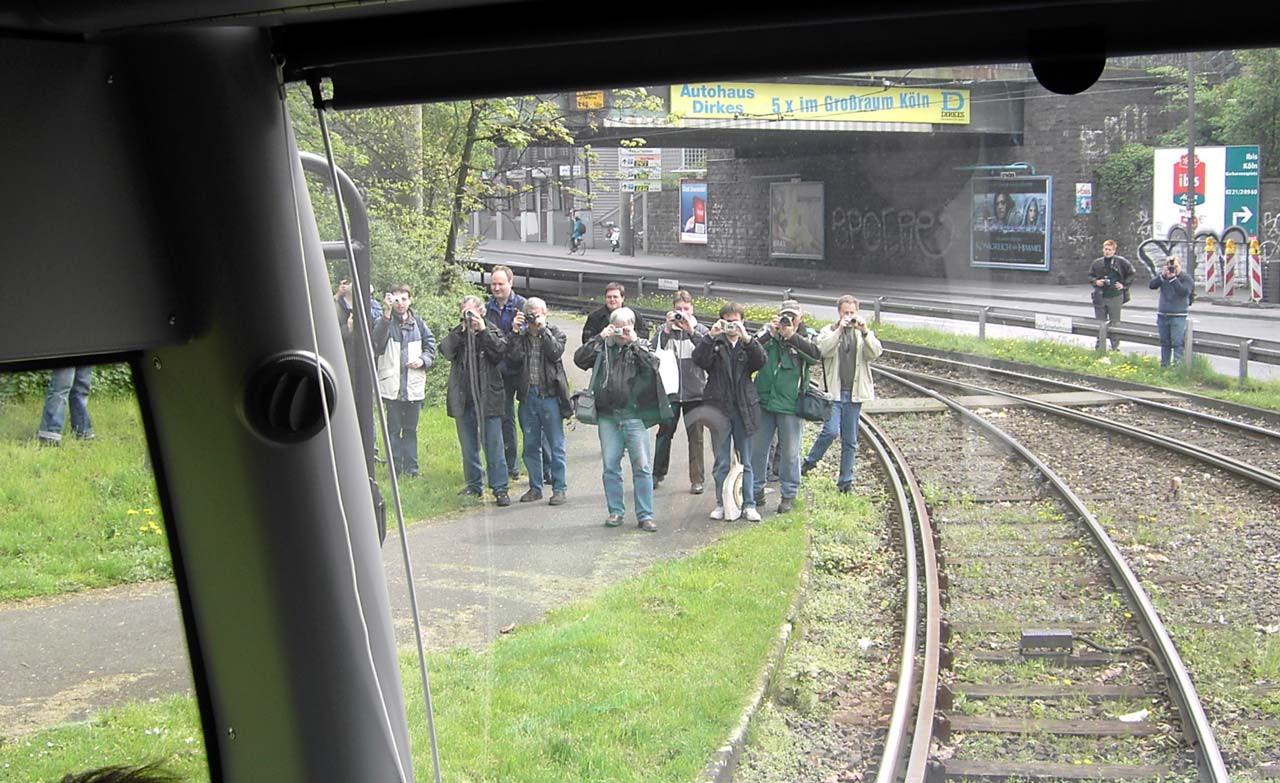
Ferrovipathes en bord de voie.

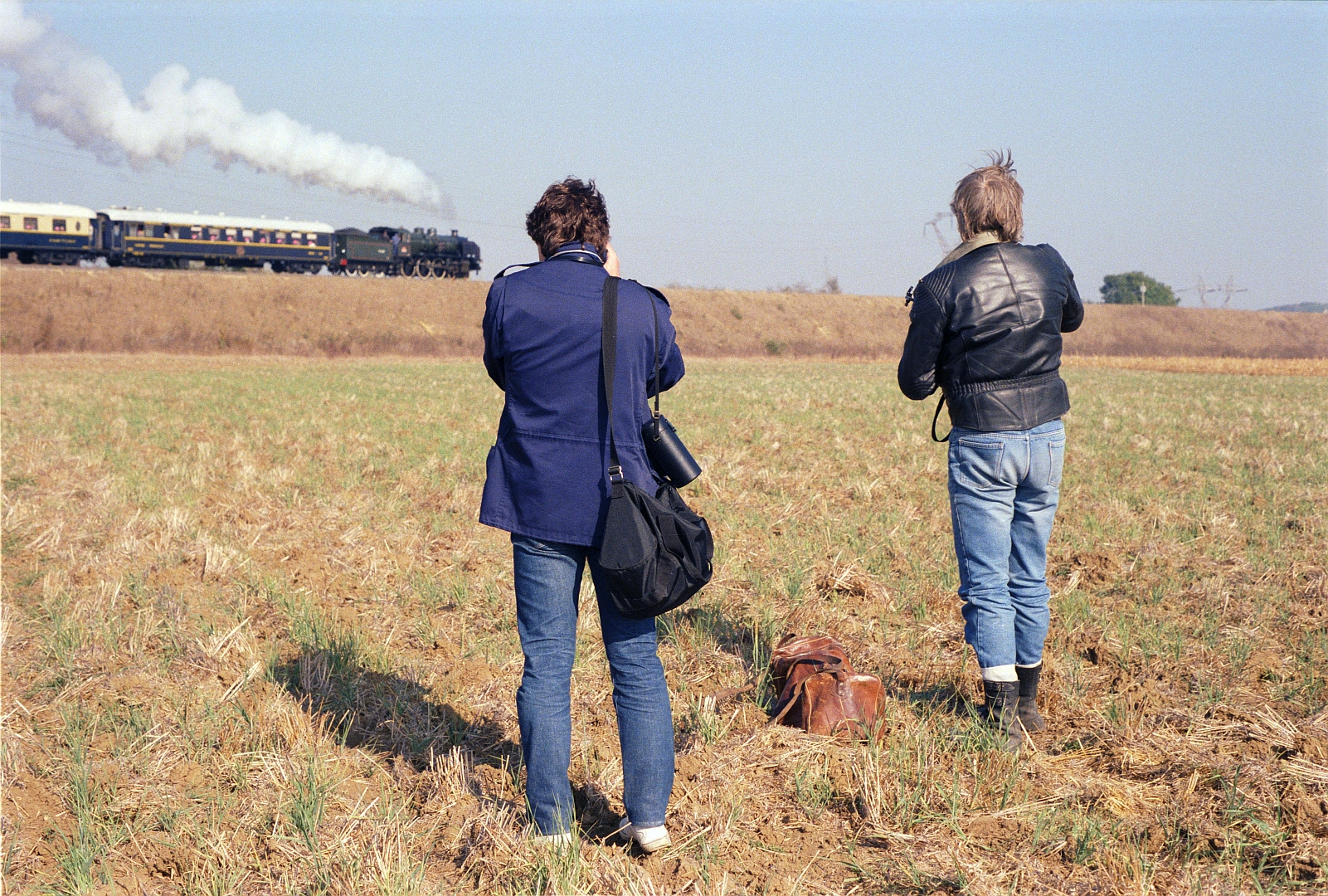
Photographes ferroviaires devant un train à vapeur en France.

Le terme de ferrovipathe (en anglais britannique, « railway enthusiast » ou de façon restrictive « trainspotter »; en anglais américain, « railfan ») désigne un passionné du monde ferroviaire et des trains, qu'ils soient à « taille réelle » ou en miniature. 
Le ferrovipathe se consacre à un ou plusieurs domaines : observation, relevés de compositions et photographie de trains ; gestion du patrimoine ferroviaire : travail historique et archivage, restauration de trains anciens (notamment de locomotives à vapeur), collection de trains ou de pièces ferroviaires ; modélisme ferroviaire...

## Appellations et étymologie

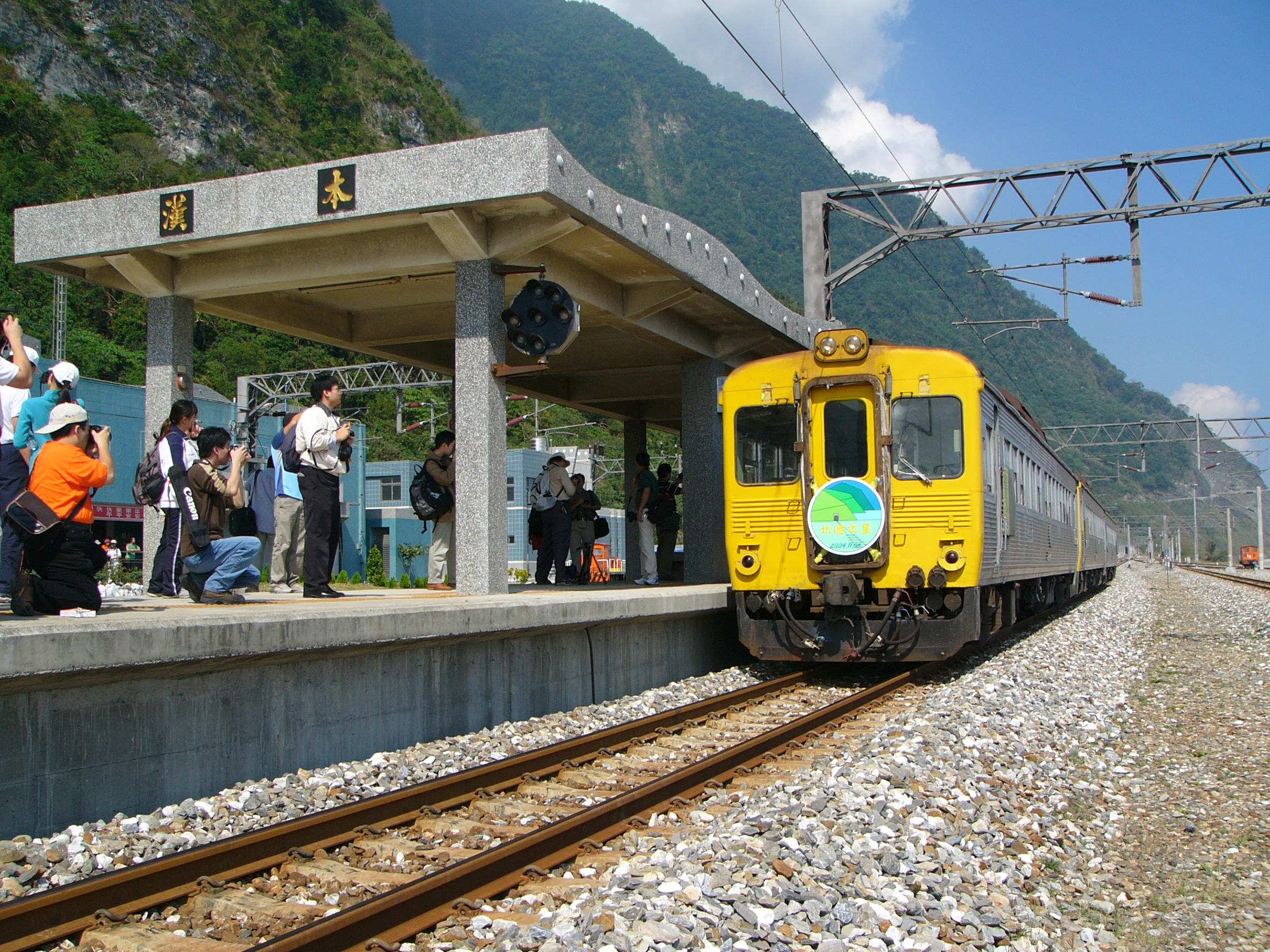
Ferrovipathes à Taïwan.

Le terme de « ferrovipathe » est un néologisme, né de l'association de « ferro », par assimilation à « ferroviaire », et du grec « pathos », signifiant la passion brute.
Certains ferrovipathes se définissent, non sans humour, comme « malades de train »[réf. souhaitée], par assimilation à la terminaison « pathie », venant de la même racine grecque, associée à la notion de souffrance. Cette idée de souffrance, ou d'affection médicale, n'est pas toujours appréciée par certains[réf. souhaitée], qui préfèrent se définir plus simplement comme « amateurs de trains » ou « amateurs de chemins de fer ».
Des appellations synonymes existent : comme celle de « ferroviphile » (de « ferro », par assimilation à « ferroviaire », et du grec « philia » : « amour de »), ou celui plus construit de « sidérodromophiles » (du grec « sidero » : « fer », « drome » : « chemin », et « philia » : « amour de »), bien que ce dernier terme soit déjà employé pour désigner une paraphilie.
Le terme de « trainspotter », qui vient de l'anglais britannique, et particulièrement du terme de « spotter » (désignant un passionné d'avions) est parfois utilisé, tout comme celui de « railfan », venant de l'anglais américain. Au Royaume-Uni, les trainspotter sont parfois surnommés « anorak » du fait de leur prédilection à porter un gros manteau destiné à supporter plusieurs heures de présence sur un quai de gare. Les employés des chemins de fer d'Amérique du nord utilisent le terme péjoratif de « foamer » (de l'anglais « foam » : « mousse ») ; les amateurs de chemins de fer étant ici dépeints de manière caricaturale comme ayant la bouche écumante d'impatience alors qu'ils attendent les trains.
Le mot ferroequinologist (« ferroéquinologue » en français, dérivé de « ferro- » - fer et d'« equin » - cheval) est parfois utilisé, souvent de façon humoristique pour décrire un amateur du rail, notamment au Royaume-Uni.

## Activités des ferrovipathes

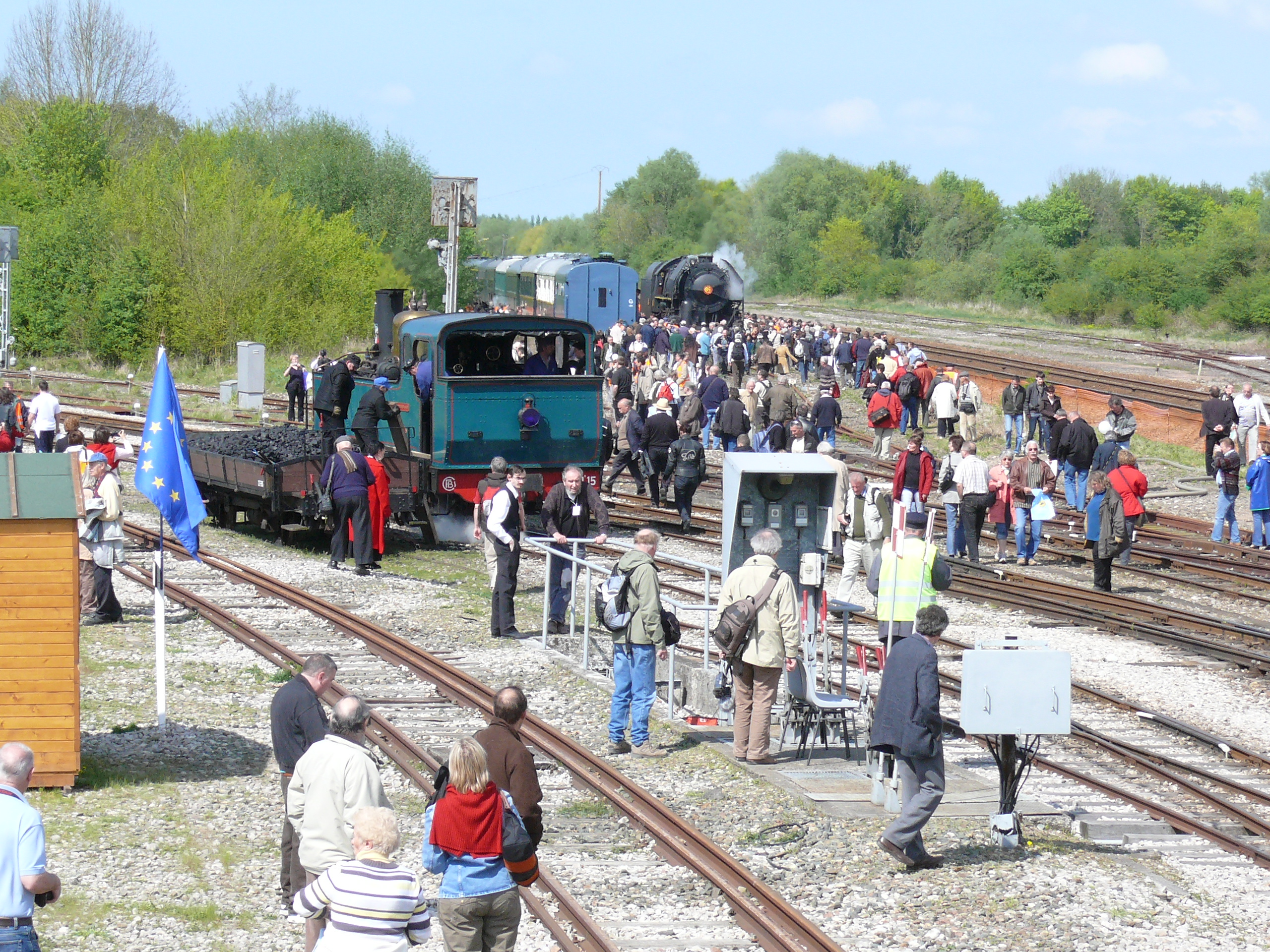
Rassemblement d'amateurs de trains à vapeur sur le chemin de fer de la baie de Somme.

### Observation et exploration
L'observation et l'exploration concernent aussi bien les voies ferrées en activité que celles qui ne voient plus passer de trains depuis longtemps. Cette activité est multiple : 
- observation des mouvements (correspondant à l'appellation anglaise de Trainspotting[3]) ;
- observation d'un type de matériel particulier  ;
- recherche de traces d'un chemin de fer disparu ;
- exploration urbaine, à vocation ferroviaire ;
- accompagnement d'un train, en cabine de conduite ;
- etc.

Cette volonté d'exploration peut amener certains amateurs à prévoir des séjours complets uniquement pour observer un type de train ou une région ferroviaire. Ces amateurs sont appelés bashers en anglais.

### Photographie ferroviaire

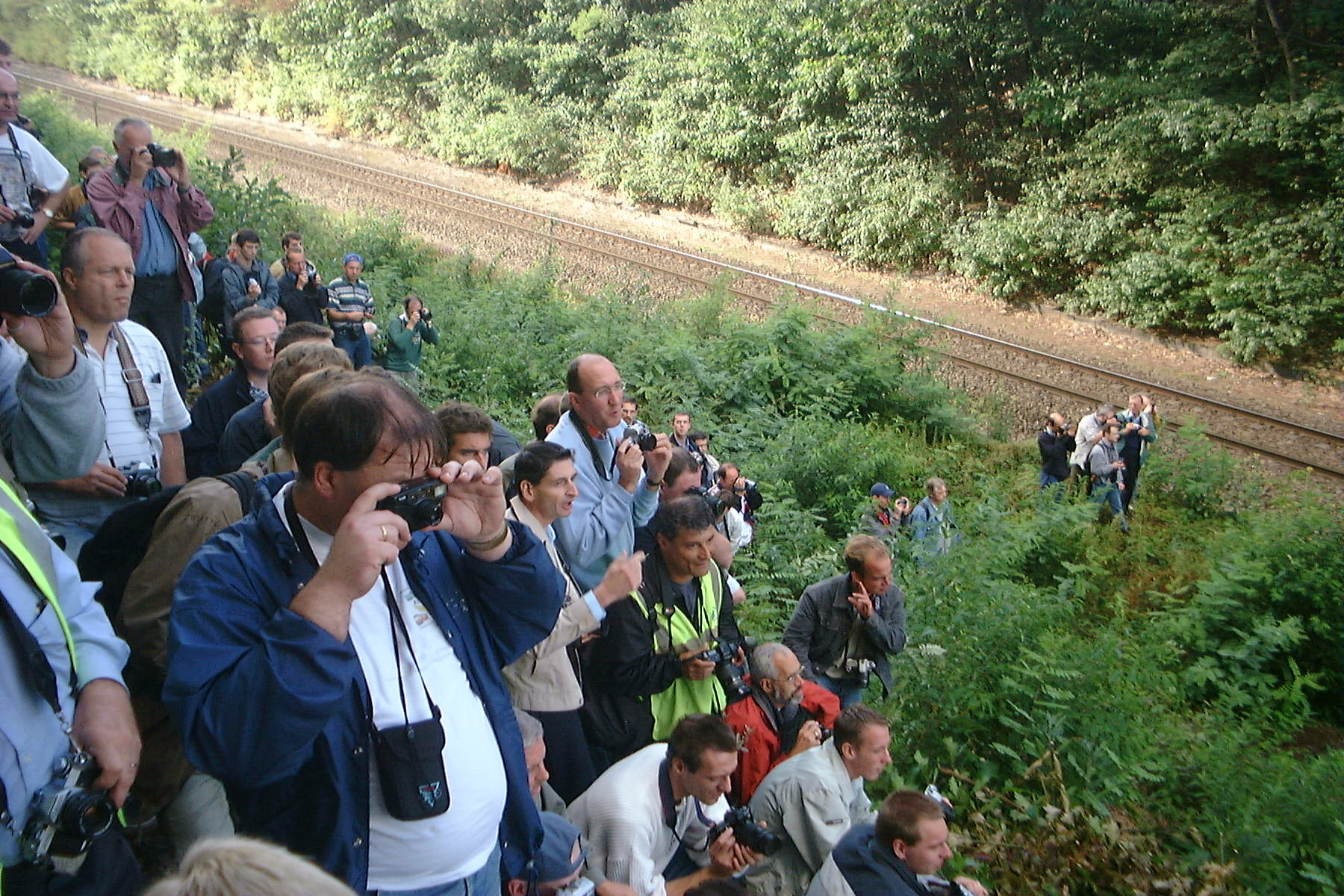
Photographes ferroviaires attendant un train spécial en Belgique.

La photographie ferroviaire est l'activité ferrovipathe la plus fréquemment rencontrée avec l'observation et l'exploration, qu'elle complète efficacement. La photographie ferroviaire est principalement pratiquée à titre de documentation. Sa pratique dépend de la politique du pays où se situe le train ou l'installation ferroviaire à photographier, ainsi que des réglementations de la société exploitante ; chaque pays a donc sa propre régulation en la matière.
En France, la photographie ferroviaire reste autorisée en dehors des emprises ferroviaires. À l'intérieur de celles-ci, la photographie est théoriquement interdite, du fait de la présente activité du Plan Vigipirate.

### Recherche de documentation et collectage
La recherche de documentation, dans le but de compléter le savoir concernant certains trains ou certaines régions ferroviaires est l'activité de certains ferrovipathes. Les recherches peuvent porter sur bien des aspects, comme les infrastructures ferroviaires, les accidents ferroviaires, certains types de locomotives, etc.

### Collection et restauration de matériels ferroviaires
Cette branche de la passion ferroviaire est souvent la plus spectaculaire et  la plus visible. Elle consiste à préserver le patrimoine ferroviaire, par le biais de collection de pièces (plaques d'immatriculation, pièces mécaniques, objets de décoration...), la restauration d'un bâtiment, la conservation de matériels, ou, plus impressionnant, la remise en état d'une locomotive ou l'exploitation d'un chemin de fer touristique.

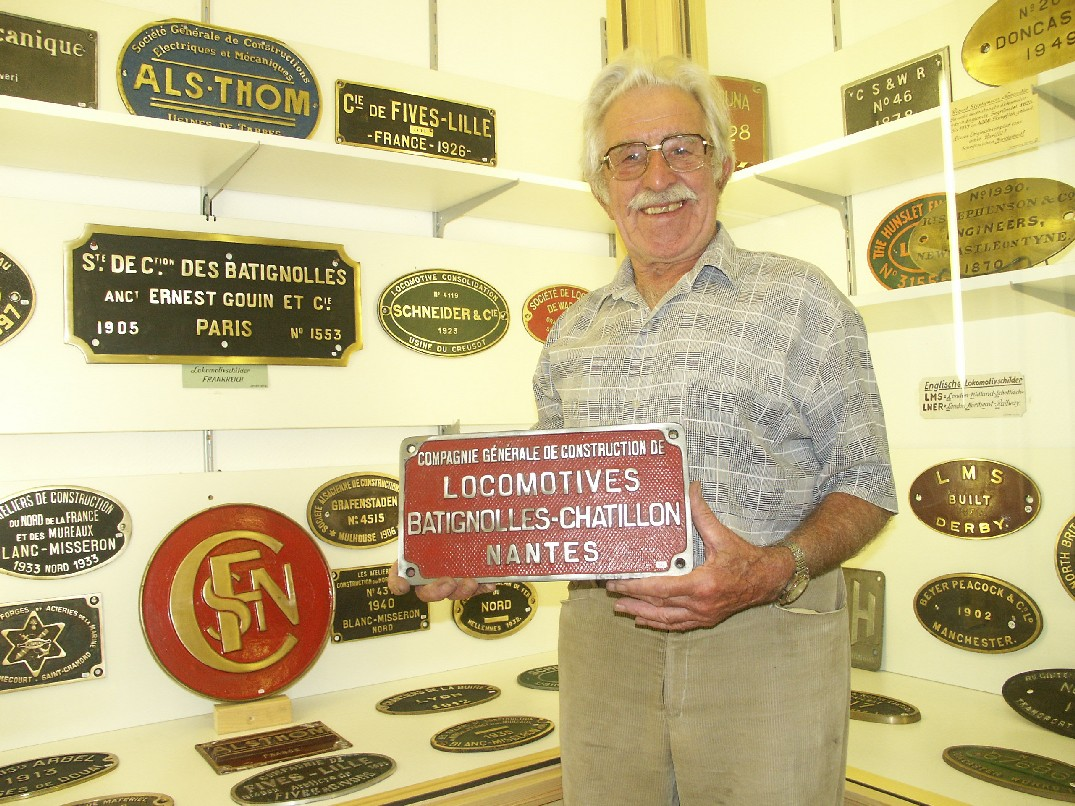
Un collectionneur de plaques de locomotives.
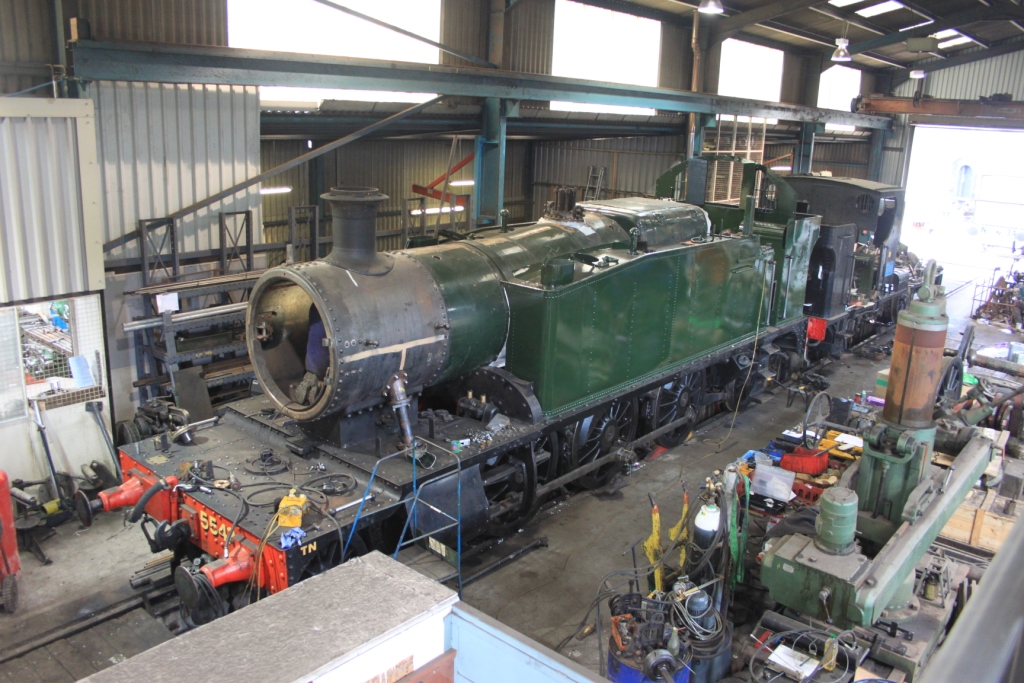
Restauration en cours de deux machines à vapeur anglaises.

### Modélisme ferroviaire

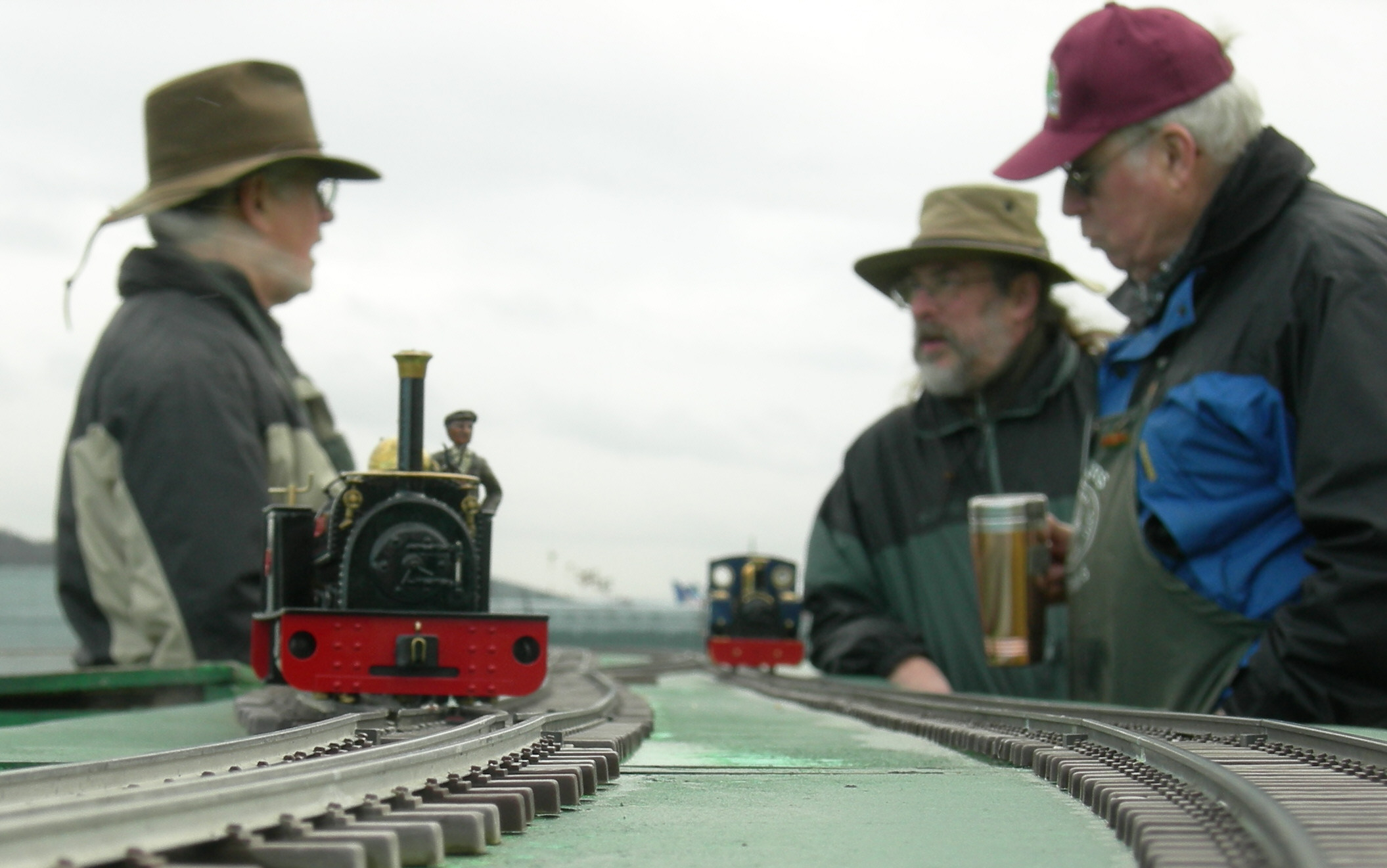
Modélistes ferroviaires à vapeur vive aux États-Unis.

Le modélisme ferroviaire consiste à reproduire, par le biais de modèles et de maquettes, les trains et le monde ferroviaire. De nombreux modélistes ferroviaires sont des ferrovipathes, s'adonnant notamment à la photographie et à la recherche de documentation afin de se rapprocher au plus près des modèles qu'ils reproduisent. 
La collection de modèles réduits ferroviaires est souvent appelée « ferrovipathie », mais les modélistes ferroviaires préfèrent se faire appeler « ferromodélistes ».

### Tourisme ferroviaire
Le tourisme ferroviaire consiste à visiter des lieux grâce au chemin de fer, que ce soit pour la qualité paysagère ou historique de la ligne, la réputation du trajet ou par ce que le voyage se fait en train touristique, fonctionnant avec du matériel issu du patrimoine ferroviaire. Pour mener l’expérience à son summum, certains ferrovipathes vont jusqu'à endosser l'uniforme d'un contrôleur de billets.

## Dans la culture

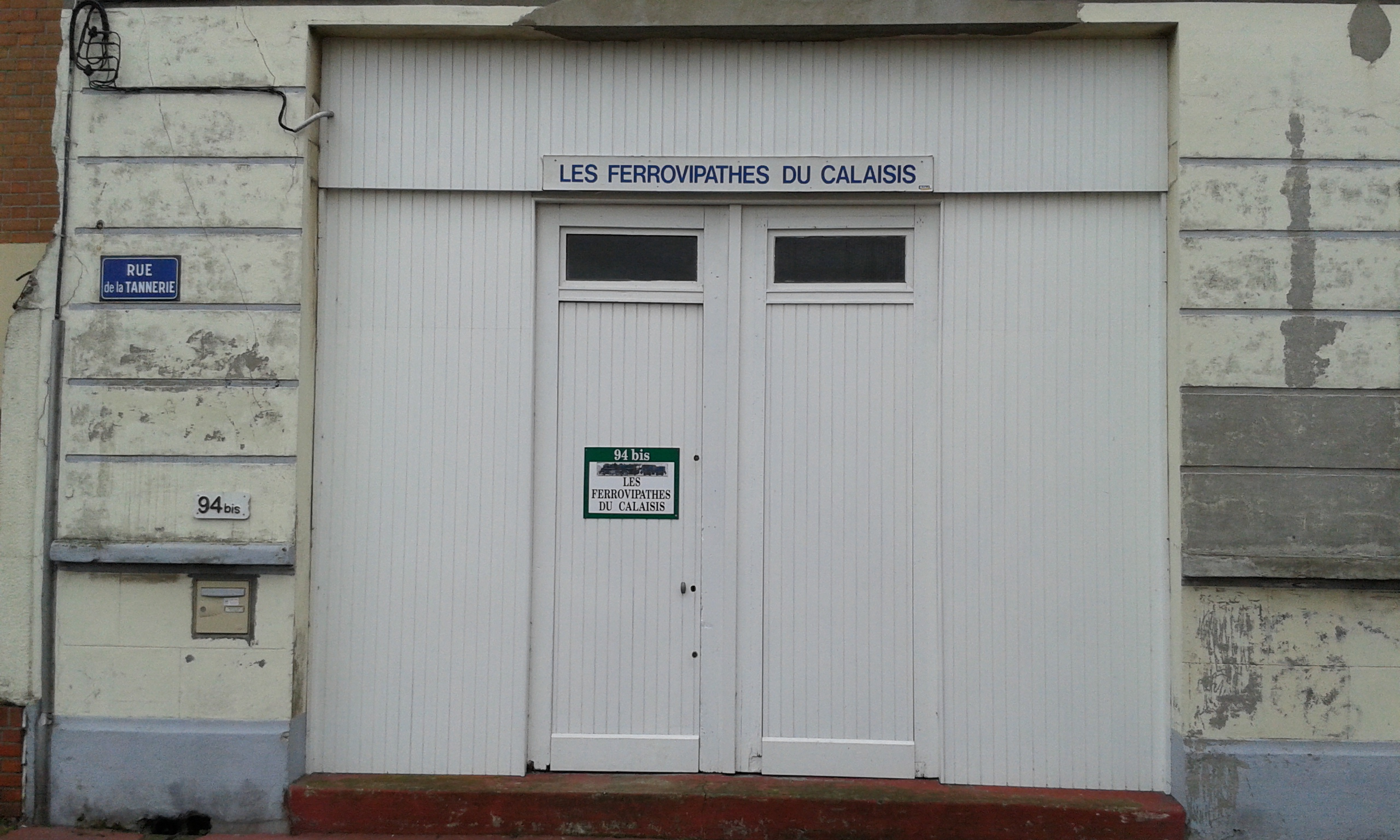
Le club des ferrovipathes du Calaisis : Club de modélisme ferroviaire.

Le train est très présent dans la culture, notamment au cinéma, en littérature ou en bande dessinée (BD). L'action de nombreuses histoires se passe dans des trains, et parfois ce sont les trains qui motivent l'écriture d'une œuvre, l'idée de mouvement inhérente au train inspirant les artistes en tous genres. Ainsi, Jules Verne, qui avait fait de la modernité et de la technique un thème central de son univers a souvent situé les actions de ses romans à bord de trains (Michel Strogoff, Claudius Bombarnac...). En 1913, Blaise Cendrars écrit son plus célèbre poème, La prose du transsibérien et de la petite Jehanne de France, inspiré par la mise en route du Transsibérien quelques années plus tôt (ce long poème de 400 vers a aussi été mis en peinture par Sonia Delaunay). De la même manière, un autre train mythique, l'Orient-Express, a influencé nombre d'écrivains, au premier rang desquels Graham Greene et son Orient-Express et Agatha Christie et son Crime de l'Orient-Express. Les auteurs de BD ne sont pas en reste ; parmi les BDs célèbres plaçant le train au centre de l'histoire, citons Corto Maltese en Sibérie d'Hugo Pratt, Les naufragés du rail de Franquin, Delporte et Jidéhem, et de nombreuses histoires de Lucky Luke, de Morris et des Tuniques Bleues, de Lambil et Cauvin, Le Transperceneige, bande dessinée de science-fiction de Jacques Lob (scénario) et Jean-Marc Rochette (dessin). Ces œuvres prouvent la passion des artistes pour le train. Il existe aussi des amoureux de trains qui suivent les itinéraires ferroviaires de ces héros imaginaires.
- Trainspotting, roman de Irvine Welsh tient son nom d'une scène du livre, montrant les activités d'un ferrovipathe. Cette scène n'a pas été reprise dans le film tiré du roman.
- L'écrivain américain Paul Theroux, passionné de trains[13], a écrit plusieurs récits de voyages ferroviaires : The Great Railway Bazaar (1975) (Railway Bazar) ; The old Patagonian Express : By train through the Americas (1979) (Patagonie express) ; The kingdom by the sea (1986) (Voyage excentrique et ferroviaire autour du Royaume-Uni) ; Riding the Iron Rooster (1988) (La Chine à petite vapeur) ; The Pillars of Hercules (1995) (Les Colonnes d'Hercule : Voyage autour de la Méditerranée) ; Dark Star safari : Overland from Cairo to Cape Town (2003) (Safari noir : Du Caire au Cap à travers les terres) ; Ghost train to the Eastern Star : On the tracks of the Great Railway Bazaar (2008) ; The Last Train to Zona Verde : Overland from Cape Town to Angola (2013).
- Dictionnaire amoureux des trains, de Jean des Cars (Plon, 2006), emmène le lecteur autour du monde, et propose de nombreuses anecdotes littéraires et cinématographiques à propos du train. Cet écrivain a par ailleurs écrit sur d'autres trains célèbres à travers une demi-douzaine d'ouvrages.

## Personnalités notables passionnées de trains
- Patience Agbabi, poétesse britannique[14]
- Dan Aykroyd, acteur, propriétaire d'un wagon privé[15]
- Tim Berners-Lee, informaticien anglais, qui créa des montages électroniques pour ses modèles réduits avant de se lancer dans l'informatique[16]
- Joe Biden, ex-président des États-Unis, fidèle passager du réseau Amtrak, a une gare du Delaware qui porte son nom[17],[18]
- Johnny Cash, chanteur, a réalisé des documentaires sur le chemin de fer et des publicités pour des trains miniatures[19],[20]
- Jean Castex, ancien premier ministre français, a notamment écrit un livre sur la ligne de Perpignan à Villefranche[21]
- Regis Cordic, acteur, amateur de trains et trolleys[22]
- Walt Disney, pour qui le modélisme a été un hobby pour ne pas penser toujours à son travail[23]
- Michael Gross, acteur, modéliste ferroviaire et copropriétaire d'une compagnie de chemin de fer[24]
- Jean-Claude Fournier, dessinateur de bandes dessinées ayant des projets de modélisme ferroviaire[25]
- Frédéric IX, roi du Danemark, collectionneur de tableaux d'horaires[26]
- Barry Hansen, acteur, qui se définit comme « an armchair railfan » (un « fan en fauteuil », sous entendu ne faisant que contempler[27]), collectionne les musiques à propos de trains[28]
- Arthur Honegger, compositeur notamment de Pacific 231, qui conduisait des locomotives aux États-Unis.
- Tony Judt, historien, amateur de chemins de fer dans leur ensemble[29]
- John Lasseter, cinéaste, possesseur de plusieurs locomotives[30]
- Clive Lamming, historien des chemins de fer, réels et miniatures ; collectionneur et modéliste ferroviaire[31]
- Rod Stewart, chanteur et modéliste ferroviaire[32]
- Harry S. Truman, président des États-Unis, conduisait des locomotives à vapeur[33]
- Alexandre Zelkine, chanteur et modéliste ferroviaire[34]
- Pascal Bejui, cadreur, éditeur et écrivain.

## Revues spécialisées
- Plusieurs revues existent, spécialisées sur les sujets ferroviaires réels ou miniatures.